# Свенска Местерскапет (футбол)
Свенска Местерскапет (швед. Svenska Mästerskapet) — футбольні змагання в Швеції. Турнір проводився за кубковою системою у 1895—1925 роках. Його переможець не отримував звання чемпіона Швеції. 
У 1910—1924 роках проводилися й лігові змагання Свенска Серієн. Від 1924 року їх наступником стала Аллсвенскан. Від 1931 року переможець Аллсвенскан офіційно визнавався чемпіоном Швеції з футболу.
Першим переможцем турніру Свенска Местерскапет 1896 року став клуб «Ергрюте» ІС (Гетеборг). Цей же клуб ще 10 разів ставав переможцем турніру. Участь у змаганнях у різні роки брали від 2 до 68 клубів.

## Переможці Свенска Местерскапет
| Сезон | Чемпіон             | Срібний призер      |
| ----- | ------------------- | ------------------- |
| 1896  | Ергрюте (1)         | ІС Ідроттенс Веннер |
| 1897  | Ергрюте (2)         | Ергрюте 2           |
| 1898  | Ергрюте (3)         | АІК                 |
| 1899  | Ергрюте (4)         | Гетеборг ФФ         |
| 1900  | АІК (1)             | Ергрюте             |
| 1901  | АІК (2)             | Ергрюте 2           |
| 1902  | Ергрюте (5)         | Єнчепінг АІФ        |
| 1903  | Гетеборг ІФ (1)     | Гетеборг ФФ         |
| 1904  | Ергрюте (6)         | Юргорден            |
| 1905  | Ергрюте (7)         | ІФК Стокгольм       |
| 1906  | Ергрюте (8)         | Юргорден            |
| 1907  | Ергрюте (9)         | ІФК Уппсала         |
| 1908  | ІФК Гетеборг (1)    | ІФК Уппсала         |
| 1909  | Ергрюте (10)        | Юргорден            |
| 1910  | ІФК Гетеборг (2)    | Юргорден            |
| 1911  | АІК (3)             | ІФК Уппсала         |
| 1912  | Юргорден (1)        | Ергрюте             |
| 1913  | Ергрюте (11)        | Юргорден            |
| 1914  | АІК (4)             | Гельсінгборгс ІФ    |
| 1915  | Юргорден (2)        | Ергрюте             |
| 1916  | АІК (5)             | Юргорден            |
| 1917  | Юргорден (3)        | АІК                 |
| 1918  | ІФК Гетеборг (3)    | Гельсінгборгс ІФ    |
| 1919  | ГАІС (1)            | Юргорден            |
| 1920  | Юргорден (4)        | ІК Слейпнер         |
| 1921  | ІФК Ескільстуна (1) | ІК Слейпнер         |
| 1922  | ГАІС (2)            | Гаммарбю            |
| 1923  | АІК (6)             | ІФК Ескільстуна     |
| 1924  | Фессбергс ІФ (1)    | ІК Сіріус           |
| 1925  | Брюнес (1)          | Дербі               |

## Чемпіонські титули
| Титули | Клуб                       |
| ------ | -------------------------- |
| 11     | «Ергрюте» ІС (Гетеборг)    |
| 6      | АІК Стокгольм              |
| 4      | «Юргорден» ІФ (Стокгольм)  |
| 3      | ІФК Гетеборг               |
| 2      | ГАІС Гетеборг              |
| 1      | «Брюнес» ІФ (Євле)         |
| 1      | ІФК Ескільстуна            |
| 1      | «Фессбергс» ІФ (Мельндаль) |
| 1      | Гетеборг ІФ                |